# Rainer Riepl
Rainer Riepl (* 1946 in Linz) ist ein österreichischer Bildhauer, Maler und Kunsterzieher.

## Leben und Wirken
Riepl studierte von 1970 bis 1974 an der Akademie der bildenden Künste Wien und schloss diese in der Meisterklasse für Malerei und Kunsterziehung bei Walter Eckert ab. 1982 nahm er an der Internationalen Sommerakademie für Bildende Kunst Salzburg teil und studierte Bronzeguss in der Meisterklasse von Josef Zenzmaier.
Seit 1974 ist er freischaffender Künstler. Von 1974 bis 2002 war er Kunsterzieher in Wien, Klagenfurt, Salzburg und Ried im Innkreis. Riepl ist Mitglied der Innviertler Künstlergilde und des Kunstvereins Passau.
Er präsentiert seine Werke im Rahmen von Einzelausstellungen und Ausstellungsbeteiligungen vorwiegend in Oberösterreich. Seine Bilder bewegen sich zwischen Naturalismus und Abstraktion.